# VS-30

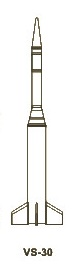
VS-30 (Foguete Suborbital VS-30)

O VS-30 (Foguete Suborbital VS-30) é um Foguete Sonda mono-estágio que utiliza combustível sólido, estabilizado aerodinamicamente, composto por um único estágio com o motor S30.

## História do VS-30
O VS-30 é resultado da evolução do primeiro estágio do foguete Sonda III (já descontinuado).
Uma parceria entre o Instituto de Aeronáutica e Espaço (IAE) e a Agência Espacial Alemã (DLR), possibilitou o desenvolvimento de um modelo com 2 estágios o VSB-30.
O VS-30 pode tanto ser lançado  só ou  ou na configuração VS-30/Orion, como estágio superior do foguete americano Orion. Por si só, ele pode chegar a um apogeu de 140 km,  e como estágio superior de um Orion, pode atingir um apogeu de 434 km. O VS-30 também é usado como o estágio superior do foguete VSB-30 foguete.

## Voos
- VS-30 XV-01 - "DLR AL-VS30-223 teste" - 28 de abril de 1997 - Apogeu: 128 km
- VS-30 XV-02 -"DLR AL-VS30-226 Aeronomy mission" - 12 de outubro de 1997 - Apogeu: 120 km
- VS-30 XV-03 -"DLR AL-VS30-229 Aeronomy mission" -  31 de janeiro de 1998 - Apogeu: 120 km
- VS-30 XV-04 -"Operacao San Marcos Microgravity mission" - 15 de março de 1999 - Apogeu: 128 km
- VS-30 XV-05 -"Lençois Maranhenses Microgravity mission" - 6 de fevereiro de 2000- Apogeu: 148 km
- VS-30 XV-06 -"Cuma Microgravity mission" - 1º de dezembro de 2002 - Apogeu: 145 km
- VS-30 V07 - "Angicos GPS technology mission" - 16 de dezembro 2007 -Apogeu: 120 km
- VS-30 V08 - "Operação Brasil-Alemanha " - 2 de dezembro de 2011 - [4]
- VS-30/Orion -Scramspace I - 2013
- VS-30/Orion - ICI-4 - 2013
- VS-30 V13 - L5 (Estágio Líquido Propulsivo (EPL)) teste do motor de combustível líquido - 2014

## Ver também

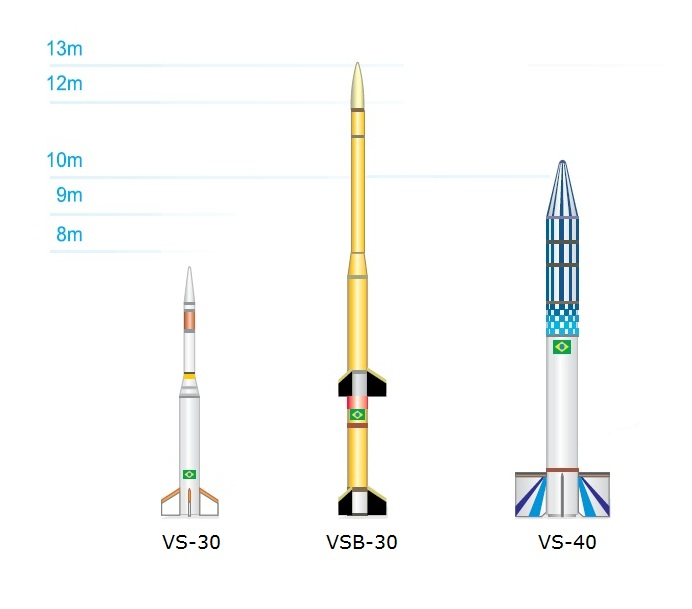
Família de foguetes brasileiros VS